# شريط الجنس (فلم)
شريط الجنس (بالإنجليزية: Sex Tape) هو فيلم كوميديا أمريكي من إخراج جيك كاسدين، بطولة كاميرون دياز و‌جيسون سيغال و‌جاك بلاك و‌روب كوردري و‌إيلي كيمبر.

## الحبك والعقدة
تزوج جاى (جيسون سيجيل) من آني (كاميرون دياز) عن حب كبير بعد اكتشاف حملها منه، وبعد مرور عشر سنوات من الزواج أنجابا طفلين، وبعد مضي وقت يتضح أن حبهما تعرض للخمول، وفي إحدى اللحظات الخصوصية يقررا أن يصورا شريطاً في لحظة جنس حميمية خاصة، وقد كان مستمتعين بالفكرة، إلى حين أن يكتشفا أن الشريط قد تم إرساله للأصدقاء بالخطأ، وأن سمعتهما بين الأبناء والعائلة والأصدقاء باتت في المحك، لتبتدئ رحلة المغامرة الجحيمية بشكل كوميدي للاستعادة الشريط والبحث عن هوية المتآمر.

## تصوير الفيلم
بدأ تصوير الفيلم في 12 سبتمبر 2013 في نيوتن بولاية ماساتشوستس. وتم إصدراه في 25 يوليو 2014.